# Bălteni (Olt)
Bălteni é uma comuna romena localizada no distrito de Olt, na região de Oltênia. A comuna possui uma área de 33.35 km² e sua população era de 1972 habitantes de acordo com o censo de 2007.